# Pável Morozenko
Pável Semenóvich Morozenko (en ucraniano: Павло Семенович Морозенко; en ruso: Павел Семёнович Морозенко; Snizhné, 5 de julio de 1939-óblast de Rostov, 14 de julio de 1991) fue un actor soviético de cine y teatro.
En 1960, Morozenko se graduó de la Universidad Nacional de Teatro, Cine y TV en Kiev. En ese mismo año hizo su debut en el cine interpretando el papel principal masculino en el melodrama militar Roman and Francesca, dirigida por Vladímir Denisenko (basado en la trama de una conmovedora historia de amor entre un marinero soviético de nombre Roman, y una chica sencilla italiana de nombre Francesca, los cuales terminan separándose a causa de la Gran Guerra Patria). Debido a que el tiroteo se llevó a cabo en la ciudad de Sochi, con los magníficos paisajes de la ciudad del sur, y además de un gran elenco de actores (el papel principal femenino fue interpretado por la actriz soviética Ludmila Gurchenko), esta película ha sido una de las más aclamadas por la audiencia soviética.
En 1967, Morozenko protagonizó uno de los papeles principales en la película Zhenya, Zhenechka y Katyusha, dirigida por Vladímir Motyl. Esta película le otorgó una gran fama a los actores que la protagonizaron (el elenco de la película se incluía a Oleg Dahl, Galina Figlovskaya, Mijáil Kokshenov, y el popular cantante soviético Mark Bernes).
Durante 31 años de su carrera, Morozenko protagonizó más de 30 películas, y además colaboró en las obras de varios teatros rusos como el Teatro Académico de Kiev "Ivan Franko", el Teatro Dramático Ruso "Nikolayev Vasily Chkalov", el Teatro Dramático de Rostov del Don "Máximo Gorki" y el Teatro "Mayakovsky".
En 1973, Morozenko fue galardonado con el título de Artista Homenajeado de la República Socialista Soviética de Ucrania.
Falleció en óblast de Rostov el 14 de julio de 1991, a los 52 años de edad.